# Jacobus Henricus van 't Hoff
Jacobus Henricus van 't Hoff (30 tháng 8 năm 1852 - 1 tháng 3 năm 1911) là một nhà vật lý học và hóa học người Hà Lan và là người đầu tiên được nhận giải Nobel hóa học. Nghiên cứu của ông về động lực học hoá học, cân bằng hóa học, áp suất thẩm thấu và hóa học lập thể là các thành tựu nổi bật của ông. Qua các thành tựu này, Van 't Hoff giúp tìm ra hệ thống môn học hóa lý đang được học tập hiện nay.

## Tiểu sử
Van 't Hoff sinh ra tại Rotterdam, Hà Lan, con trai của một nhà vật lý học. Ngay từ nhỏ ông đã thích thú với khoa học và tự nhiên; ông thường tham gia đi chơi vườn bách thảo, tư tưởng triết học và lòng yêu thích thơ văn đã xuất hiện khi ông đang học ở trường. (Lord Byron là thần tượng của van 't Hoff.)
Không chấp nhận ước muốn của người cha, ông theo học hóa học, lần đầu tại Đại học Bách khoa Delft, sau đó là Đại học Leiden, và tiếp tới nữa là Bonn, Đức (nơi mà ông đã học với Friedrich Kekulé), rồi tới Paris (nơi ông học với C. A. Wurtz), cuối cùng nhận bằng tiến sĩ của Eduard Mulder tại Đại học Utrecht vào năm 1874.
Năm 1878 van 't Hoff kết hôn với Johanna Francina Mees. Họ có hai con gái, Johanna Francina (sinh 1880) và Aleida Jacoba (sinh 1882), và hai con trai, Jacobus Hendricus (sinh 1883) và Govert Jacob (sinh 1889).

### Giải Nobel Hóa học
Van 't Hoff trở thành giảng viên hóa học và vật lý về thuốc thú y ở học viện Utrecht. Sau đó trở thành giáo sư về hóa học, vật học, và địa chất học tại Đại học Amsterdam gần 18 năm trước khi trở thành tổ trưởng khoa Hóa. Năm 1896 van 't Hoff chuyển đến Đức là nơi kết thúc đời ông ở Đại học Berlin năm 1911. Năm 1901 ông là người đầu tiên nhận Giải Nobel Hóa học cho công trình nghiên cứu của ông về dung dịch.

## Dẫn chứng
- E. W. Meijer (2001). "Jacobus Henricus van 't Hoff; Hundred Years of Impact on Stereochemistry in the Netherlands". Angewandte Chemie International Edition. Quyển 40 số 20. tr. 3783. doi:10.1002/1521-3773(20011015)40:20<3783::AID-ANIE3783>3.0.CO;2-J.
- Trienke M. van der Spek (2006). "Selling a Theory: The Role of Molecular Models in J. H. van 't Hoff's Stereochemistry Theory". Annals of Science. Quyển 63 số 2. tr. 157. doi:10.1080/00033790500480816.
- Kreuzfeld HJ, Hateley MJ. (1999). "125 years of enantiomers: back to the roots Jacobus Henricus van 't Hoff 1852-1911". Enantiomer. Quyển 4 số 6. tr. 491–6.

1. ↑  Biography on Nobel prize website
2. ↑  Entry in Digital Album Promotorum Lưu trữ ngày 24 tháng 7 năm 2011 tại Wayback Machine of Utrecht University